# Jean-Baptiste Gondelier
Jean-Baptiste Gondelier (né le 8 décembre 1792 à Dijon et mort le 31 octobre 1878 à Laon,) est un auteur dramatique et librettiste français.

## Biographie
Graveur et lithographe au 110, passage du Caire dans le 2e arrondissement de Paris, Jean-Baptiste Gondelier obtient un brevet d'imprimeur en lettres le 12 septembre 1828,. Veuf en 1820 d'Anne-Françoise-Esther Morisset, il se remarie le 25 septembre 1824 avec Joséphine Foliot.
Éditeur, entre autres, du Constitutionnel et de la Gazette des théâtres, il cessera définitivement ses activités d'imprimeur-lithographe le 8 juillet 1852. Ses pièces ont été représentées au Théâtre du Vaudeville et au Théâtre des Variétés.

## Œuvres
- 1826 : Le Dilettante, ou le Siège de l'Opéra, folie-vaudeville en cinq petits actes, à propos du Siège de Corinthe, avec Emmanuel Théaulon et Théodore Anne, musique de Pierre-Louis Hus-Desforges, au théâtre du Vaudeville (6 novembre)
- 1826 : La Mère au bal et la Fille à la maison, comédie-vaudeville en deux actes, avec Emmanuel Théaulon, au théâtre du Vaudeville (30 novembre)
- 1826 : Paris et Bruxelles, ou le Chemin à la mode, comédie-vaudeville en deux actes, avec Emmanuel Théaulon et Étienne Crétu, au théâtre des Variétés (4 décembre)
- 1827 : Le Courrier des théâtres, ou la Revue à franc-étrier, folie-vaudeville en cinq relais, avec Théodore Anne et Emmanuel Théaulon, au théâtre du Vaudeville (24 février)
- 1827 : La Girafe, ou Une journée au jardin du Roi, tableau-à-propos en vaudevilles, avec Emmanuel Théaulon et Théodore Anne, au théâtre du Vaudeville (7 juillet)
- 1827 : Faust, drame lyrique en trois actes d'après la tragédie de Goethe, paroles de Théaulon et Gondelier, musique de Philippe-Alexis Béancourt, au théâtre des Nouveautés (27 octobre)